# 布昆貝
10°11′N 1°06′E / 10.183°N 1.100°E

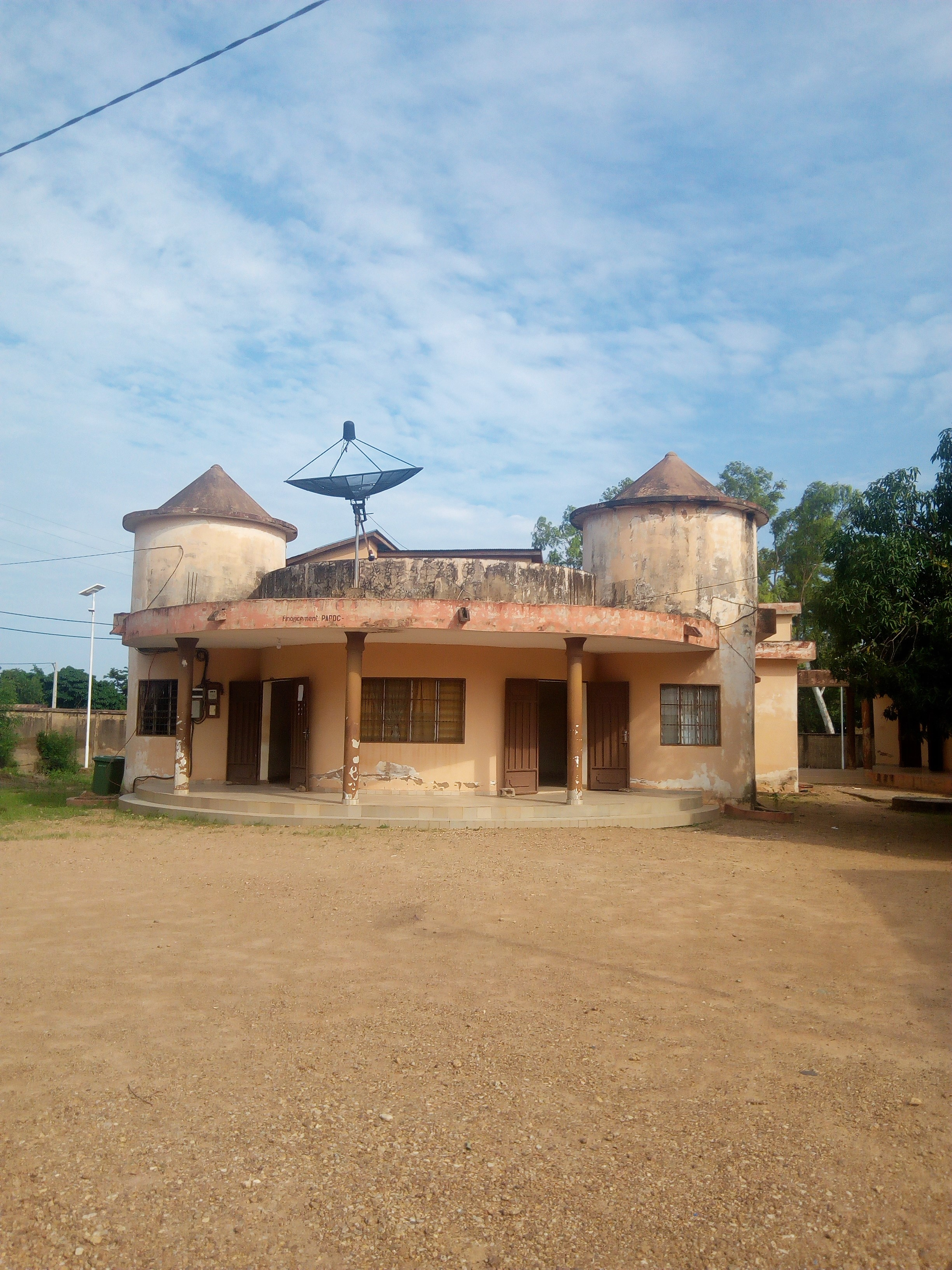
布昆貝的市政廳

布昆貝（法語：Boukoumbé），是貝寧的城鎮，位於該國西北部，由阿塔科拉省負責管轄，面積1,036平方公里，海拔高度223米，2013年人口83,147，人口密度每平方公里80.3人。